# قائمة المحافظات السورية حسب مؤشر التنمية البشرية
هذه قائمة محافظات سوريا الـ 14 حسب مؤشر التنمية البشرية اعتبارًا من عام 2023 مع بيانات عام 2021.
| الرتبة                   | محافظة                   | HDI (2021)               |
| التنمية البشرية المتوسطة | التنمية البشرية المتوسطة | التنمية البشرية المتوسطة |
| ------------------------ | ------------------------ | ------------------------ |
| 1                        | السويداء                 | 0.626                    |
| 2                        | اللاذقية                 | 0.620                    |
| 3                        | طرطوس                    | 0.615                    |
| 4                        | دمشق                     | 0.612                    |
| 5                        | حمص                      | 0.598                    |
| 6                        | ريف دمشق                 | 0.590                    |
| 7                        | درعا                     | 0.586                    |
| 8                        | حماة                     | 0.584                    |
| –                        | سوريا                    | 0.577                    |
| 9                        | القنيطرة                 | 0.563                    |
| 10                       | دير الزور                | 0.552                    |
| 11                       | إدلب                     | 0.550                    |
| انخفاض التنمية البشرية   |                          |                          |
| 12                       | حلب                      | 0.547                    |
| 13                       | الحسكة                   | 0.530                    |
| 14                       | الرقة                    | 0.521                    |

## أنظر أيضا
- قائمة الدول حسب مؤشر التنمية البشرية